# Замарстинів
Замарсти́нів (пол. Zamarstynów) — історична місцевість Львова, колишнє «міське село», упродовж XIV—XVIII століть підлягало юрисдикції львівського магістрату. Територія сільської забудови з угіддями обмежувалася зі заходу річкою Полтвою, з півдня — її притокою Замарстинівкою (північніше лінії вулиць Хімічної і Дашкевича), зі сходу нинішніми вулицями Промисловою і Миколайчука, на півночі сягала Замарстинівського лісопарку. Від Голоска відмежована нинішніми вулицями Топольною та частиною Варшавської. Головна вулиця Замарстинівська. З півночі Полтва ділила село (по північному краю вулиці Липинського) на Старий та Новий Замарстинів. Обидва нині розташовані в межах Шевченківського району міста Львова. Новий Замарстинів, розташований північніше, має переважно новітню забудову з головною вулицею Гетьмана Мазепи.

## Історія
Назва походить від імені власника обійстя Йоганна Зоммерштайна, чий брат Андреас у 1378 році став війтом Львова. Уперше згадується в джерелах 1423 року як Зоммерштайнгоф. Втім оселя виникла раніше в часи князя Лева Даниловича і пов'язана з тодішнім війтом німецької громади Львова Бертольдом Штехером, якому наприкінці XIII століття  належав млин на потоці Замарстинівка в місцевості «Сільський кут» (на перетині нинішніх вулиць Хімічної та Лемківської.
Згодом назва оселі трансформувалася на польський лад у «Замарстинів». Їй належала територія 12 ланів.
Підпорядковувалося місту Львову. Перед 1524 село викупив міщанин Зебальд Ворцель, який у 1567 передав його у заставу великому коронному гетьману Міколаєві Сенявському. Згодом власники спробували запровадити на селі панщину, що викликало бунт у 1604 році. Врешті у 1615 році місто викупило Замарстинів.
11 лютого 1695 року спалений татарами. Поступово перетворився на район міської бідноти. Його мешканці традиційно вирощували та продавали на львівських ринках городину та фрукти, працювали на численних торфовищах.
З півдня і сходу межував зі Старостинською юридикою (після 1772 року Жовківська дільниця міста), з північного сходу — зі Збоїщами, з північного заходу — з Клепаровом і Голоском.
Наприкінці XIX — першій половині XX століття відомий своїми батярами, розбійниками та люмпенами.
В тих часах на Замарстинові засновують перші промислові підприємства. На місці давнього млина Бертольда Штехера у 1902 році працювала пекарня-млин Натана Маєра, яку згодом придбав Генрик Блюменфельд й переобладнав на лакофарбове підприємство. При вул. Львівській, 108 (сучасна вул. Замарстинівська, 170) у 1903 році за проєктом Альберта Захарієвича та Юзефа Сосновського збудовано Першу львівську фабрику пресованих дріжджів, солоду і спирту, яку у 1920-х роках фірма Бачевських переобладнала в один із корпусів лікеро-горілчаного виробництва. Перед другою світовою війною засновано фабрику лиж та тенісних ракеток Яна Ассмана (Замарстинівська, 76).
Після 1907 року через Замарстинів уздовж вулиці Замарстинівської продовжено колію електричного трамваю; доти вона повертала на Бальонову до залізничної станції Підзамче.
За переписом 1921 року тут було вже 712 будинків, де мешкало 8659 осіб. З них 4377 вважали себе римо-католиками, 1318 — греко-католиками, 2914 належали до мойсеєвого віровизнання. Щодо своєї національності, то 6372 — назвали польську, 619 — русинську, 1630 — гебрейську, а 21 — німецьку.
Рішенням уряду Речі Посполитої Другої від 11 квітня 1930 року долучений (виконано 1 квітня 1931) до міста в рамках проєкту Іґнаци Дрекслєра «Великий Львів». Становив окрему дільницю «Замарстинів» (одну з 9 дільниць тогочасного Львова).
У 1930—1931 роках напередодні І Чемпіонату світу зі стендового стріляння при вулиці Замарстинівській збудовано стрілецький комплекс. Поряд, біля ставу Димета у 1934—1937 облаштовано басейн «Замарстинів» (глибиною біля трампліна 5 метрів) за проєктом Юзефа Мостовського і Яна Ковальського. На плані Львова, що був складений на основі польського видання 1936 року, відкорегований в 1944—1945 роках та опублікований у 1947 році, видно як став Димета, так і новий басейн біля нього.
Режимом Перших совітів у 1939 році включений до складу новоствореного Шевченківського району (одного з 4-х районів).
1 лютого 1942 року німецька окупаційна влада виділила Замарстинів вкупі з Голоском в VII міську дільницю «Зоммерштайн» (всього було 11 дільниць).
Під час німецької окупації Львова частину території Замарстинова було включено до Львівського гето, де утримувалося понад 130 тисяч євреїв. Частину їх знищили тут, частину вивезли в табір смерті Белжець. Під час ліквідації Львівського гето 2—16 червня 1943 року євреї підняли повстання.
Зі встановленням режиму Других совітів 1944 року увійшов до відновленого Шевченківського району міста.
Тут розвиваються промислові підприємства. Корпус фабрики Бачевських у 1946 року перепрофілювали на Інструментальний завод. Фабрику лиж та тенісних ракеток Яна Ассмана перетворили на Лижну експериментальну фабрику виробничого обладнання «Укрпромдинамо». У 1959 році на вулиці Східній, 45 засновано Хлібозавод № 2 об'єднання «Львівський хлібокомбінат» (тепер Завод хлібобулочних напівфабрикатів львівського концерну «Хлібпром»). Поряд від 1991 року працює Цех кондитерських виробів концерну «Хлібпром». Недалеко на вул. Заповітній розташована Львівська кавова фабрика «Галка».
За Других совітів територію басейну «Замарстинів» і стрілецького комплексу переобладнали у навчально-спортивну базу «Спартак».
У другій половині XX століття територію Нового Замарстинова забудовано багатоповерхівками, прокладено тролейбусний маршрут № 33.уздовж вулиці Гетьмана Мазепи. Після 2019 Інструментальний завод і Лижна фабрика припинили діяльність, їхні території забудовуються житловими висотками.

## Об'єкти
- Будинок Шевченківської районної адміністрації Львівської міської ради на вул. Липинського, 11;
- Парк імені 700-річчя Львова;
- Церква святого Йосафата (УГКЦ), в якій зберігаються мощі Блаженного Миколая Чарнецького;
- Церква святого Луїджі Оріоне (УГКЦ);
- Спортивно-торгово-розважальний центр «Спартак» на вул. Гетьмана Мазепи, 1б;
- Церква Ікони Пресвятої Богородиці Всецариці ПЦУ, збудована у 2014 році, на вул. Пилипа Орлика, 1;
- Замарстинівський лісопарк;
- Міська дитяча клінічна лікарня на вул. Пилипа Орлика;
- Комунальна міська клінічна лікарня швидкої медичної допомоги на вул. Миколайчука.

## Музеї
- Меморіальний музей Квітки Цісик.

## Світлини

Лікарня Святого Пантелеймона Першого територіального медоб'єднання Львова
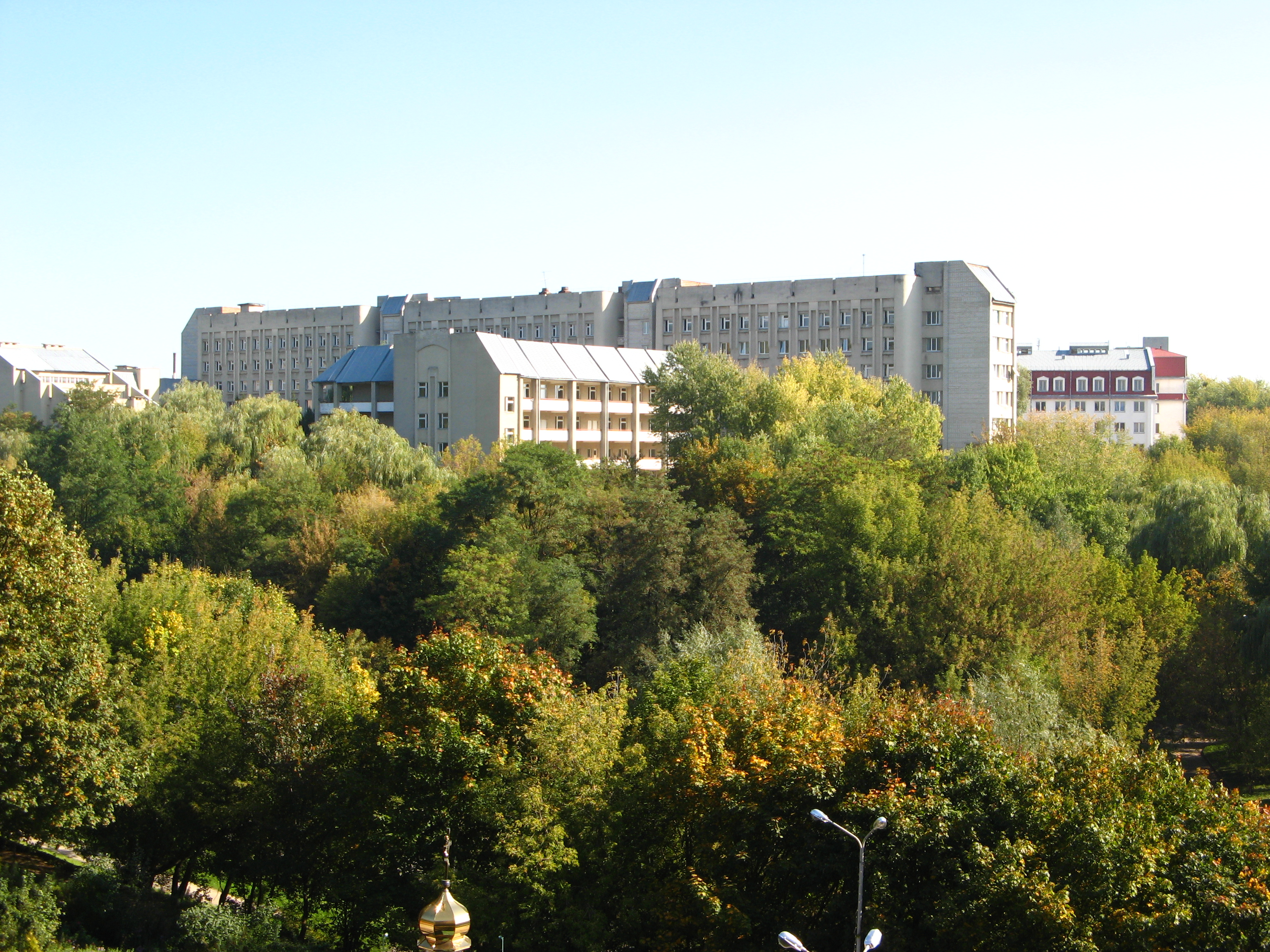
Комунальна міська дитяча клінічна лікарня м. Львова
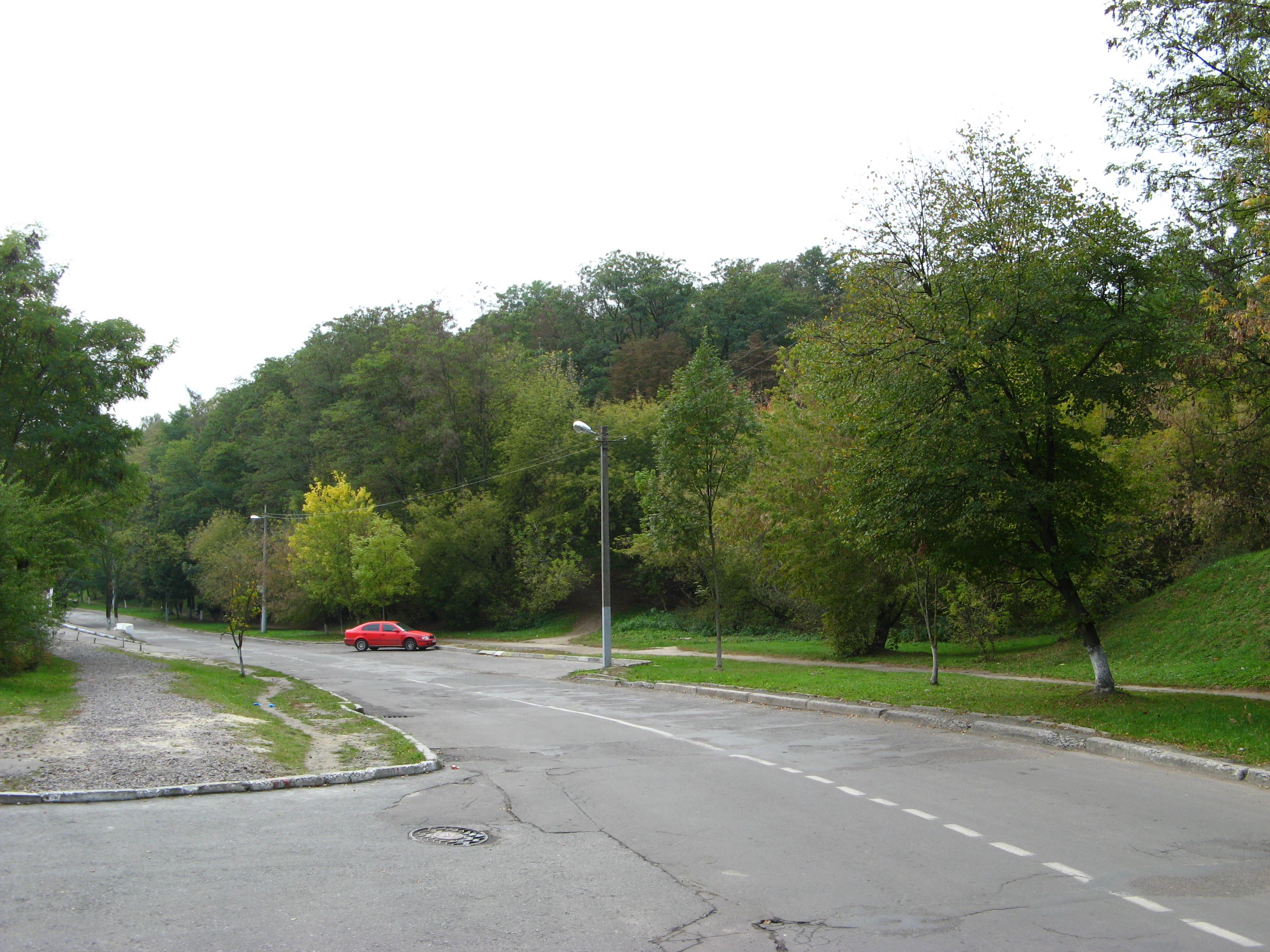
Замарстинівський лісопарк
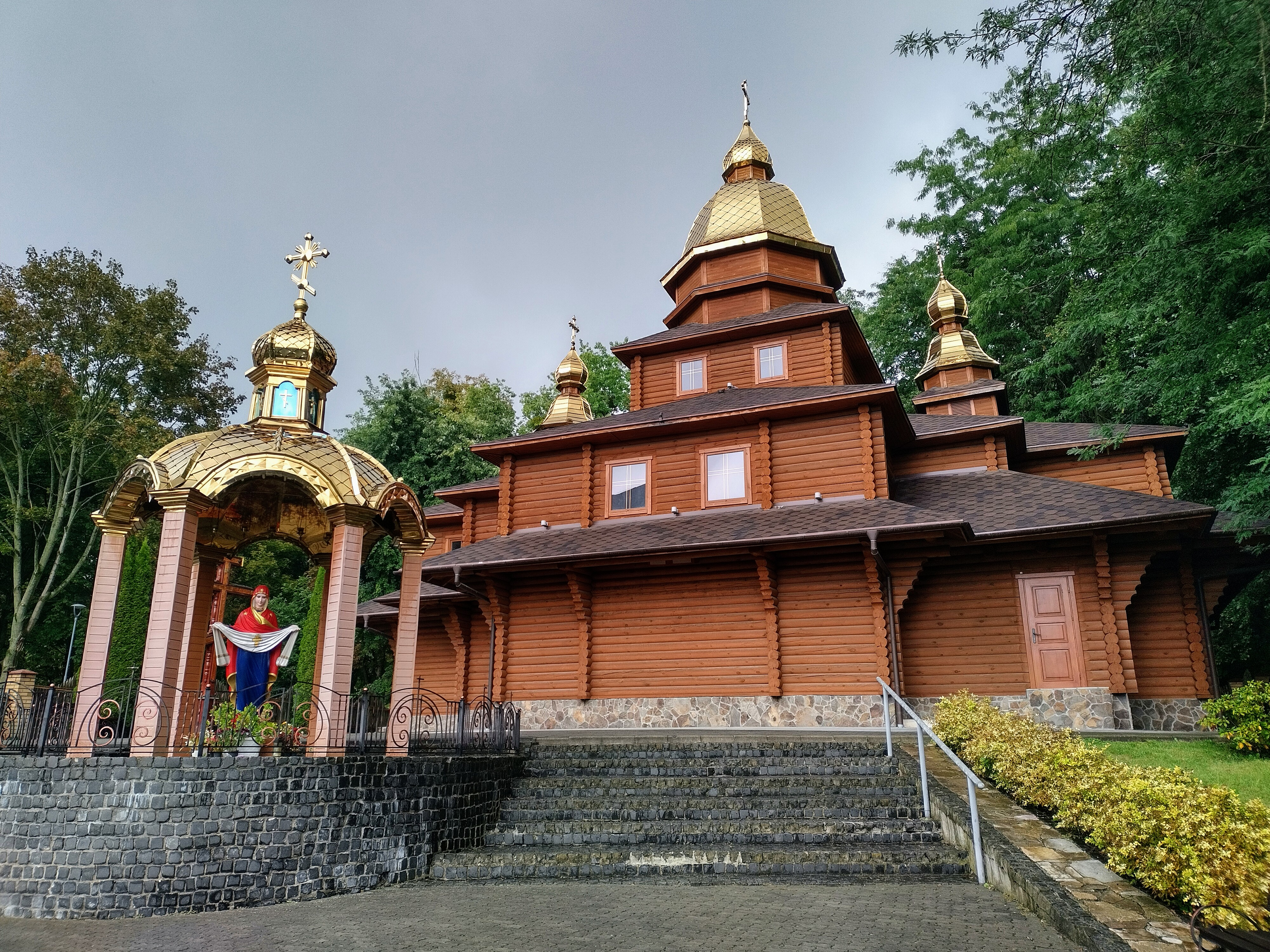
Церква Ікони Пресвятої Богородиці Всецариці
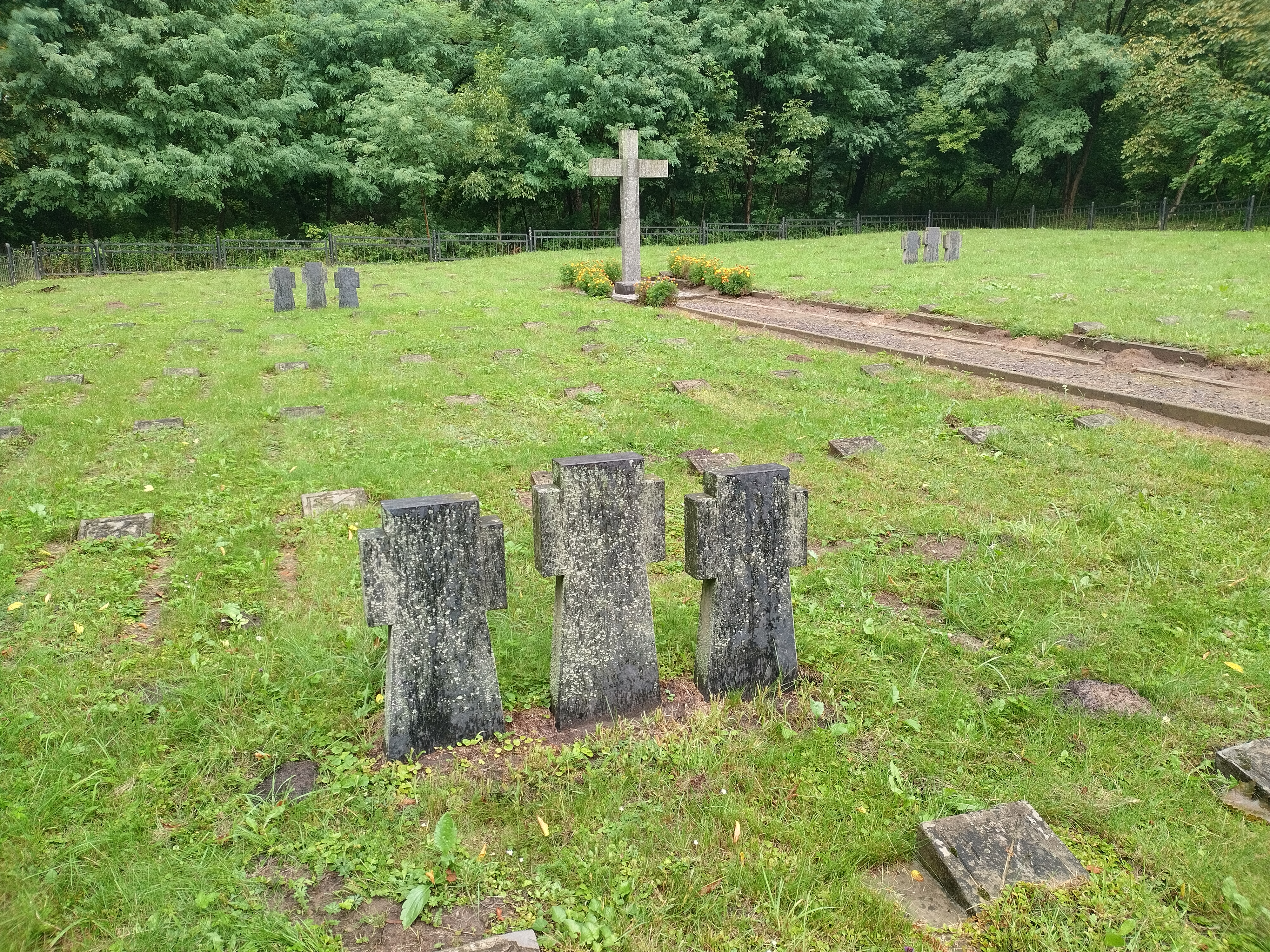
Цвинтар німецьких військовополонених
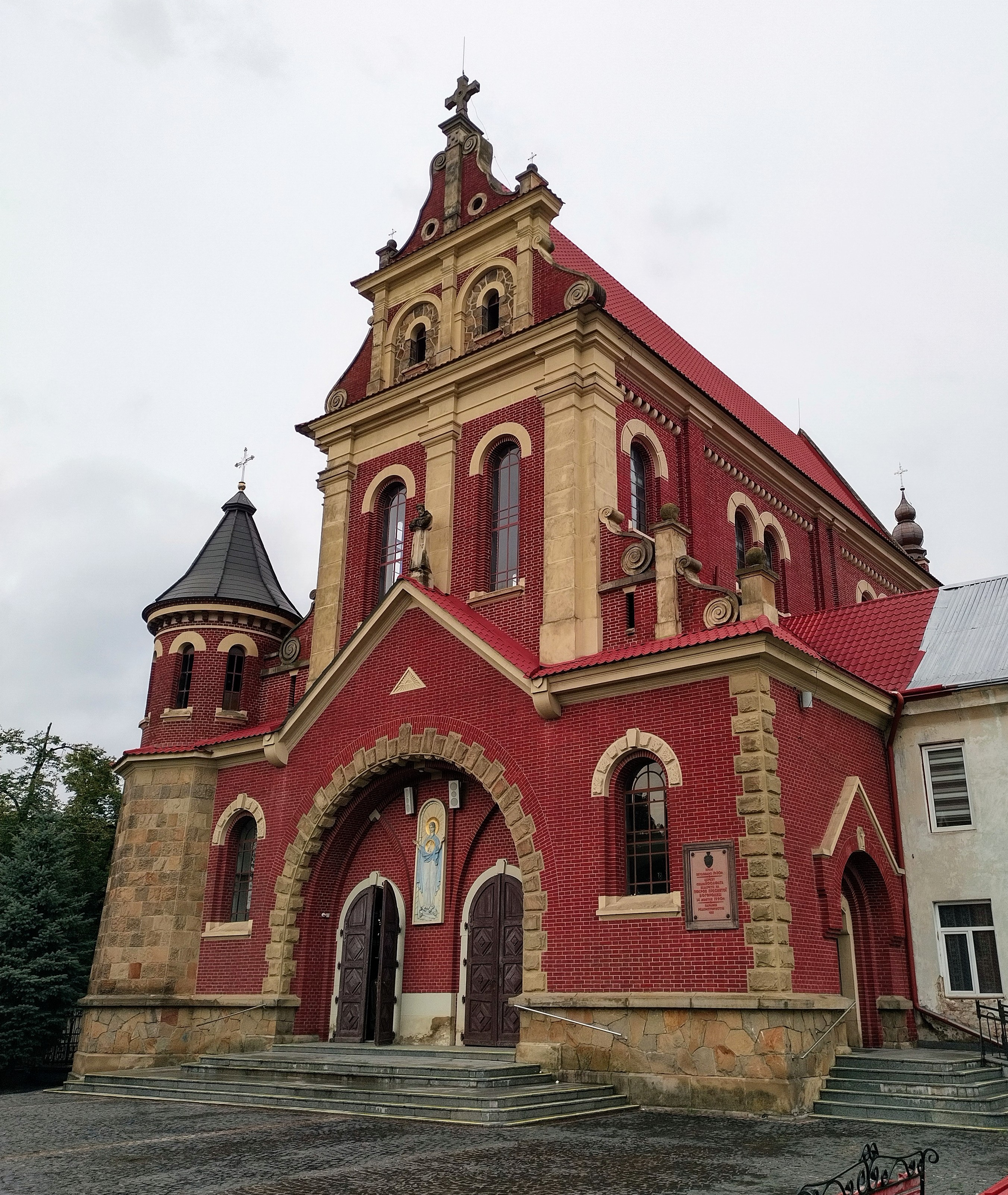
Церква Святого Йосафата